# Haldarsvík és Saksun egyházközség
Haldarsvík és Saksun egyházközség (feröeriül: Haldórsvíkar og Saksunar sókna kommuna) egy megszűnt község (polgári egyházközség) Feröeren. Streymoy északi részén feküdt.

## Történelem
A község 1913-ban jött létre Norðstreymoy egyházközség szétválásával.
1944-ben szétvált Haldarsvík községre és Saksun községre, és ezzel megszűnt.

## Önkormányzat és közigazgatás

### Települések
| Település   | Mióta a község része | Előző község              | Meddig a község része | Következő község  | Megjegyzés |
| ----------- | -------------------- | ------------------------- | --------------------- | ----------------- | ---------- |
| Haldarsvík  | 1913                 | Norðstreymoy egyházközség | 1944                  | Haldarsvík község |            |
| Langasandur | 1913                 | Norðstreymoy egyházközség | 1944                  | Haldarsvík község |            |
| Saksun      | 1913                 | Norðstreymoy egyházközség | 1944                  | Saksun község     |            |
| Tjørnuvík   | 1913                 | Norðstreymoy egyházközség | 1944                  | Haldarsvík község |            |